# Anton Eitel (Kupferstecher)
Anton August Eitel (* 22. Juni 1841 in Düsseldorf; † 23. Dezember 1928 ebenda) war ein deutscher Kupferstecher.

## Leben
Eitel wurde 1857 an der Kunstakademie Düsseldorf aufgenommen, studierte anfänglich bei Josef Wintergerst (Elementarklasse), Karl Müller (2. Klasse Antikensaal), Andreas Müller (Kunstgeschichte) und von 1860 bis 1871 in der Kupferstecherklasse von Joseph von Keller. In dieser Zeit, als gläubiger Katholik, schloss er sich dem Kreis der Düsseldorfer Nazarener an, fertigte Andachtsbilder für den Verein zur Verbreitung religiöser Bilder, und wurde Mitglied im Künstlerverein Malkasten. 1868 erhielt er zum Zwecke der Vollendung seiner Arbeit ein Stipendium. 1870/1871 nahm er als Offizier des 4. Garde-Grenadier-Regiments „Königin Augusta“ am Deutsch-Französischen Krieg teil.
Verheiratet war Eitel mit Maria, Tochter des Gutsbesitzers Carl Kürten. Ende des 19. Jahrhunderts wohnte er in der Wielandstraße 18 in Düsseldorf-Pempelfort. Dies war auch der Adresse und Sitz des Vereins zur Verbreitung religiöser Bilder, dessen verantwortliche Leitung Eitel übernommen hatte. Eitel war Mitglied des Düsseldorfer Geschichtsvereins. Sein Sohn Anton Eitel (1882–1966) wurde Historiker.

## Werk
Als Reproduktionsstecher (Kupfer- und Stahlstecher) schuf Anton Eitel zahlreiche Platten nach biblischen Historien-, Madonnen- und Heiligenbildern. Zu seinen Werken gehören die Blätter „die unbefleckte Empfängnis“ nach Albrecht Steiner von Felsburg und „Mater amabilis“ nach Franz Ittenbach.